# The Fable
The Fable (ザ・ファブル Za Faburu?) es una serie de manga japonesa escrita e ilustrada por Katsuhisa Minami. Fue serializado en la revista de manga seinen Weekly Young Magazine de Kodansha, desde noviembre de 2014 hasta noviembre de 2019. Una serie secuela, titulada The Fable: The Second Contact, se publicó en la revista Weekly Young Magazine de julio de 2021 a julio de 2023.
Una adaptación cinematográfica de acción real se estrenó en Japón en junio de 2019 y una secuela se estrenó en junio de 2021. Una adaptación de la serie al anime producida por Tezuka Productions se estrenó el 7 de abril de 2024.
Para octubre de 2022, el manga tenía más de 20 millones de copias en circulación, lo que la convierte en una de las series de manga más vendidas. En 2017, The Fable ganó el 41.º Kodansha Manga Award en la categoría General.

## Argumento
Debido a su fuerza legendaria, había un asesino llamado "Fable", el cual fue instruido desde una edad temprana y ha matado a numerosos objetivos. Sin embargo, su jefe temía que se revelara su identidad y le indicó que se fuera a Osaka durante un año, que llevara una vida normal y se mezclara entre la gente común, para así mejorar sus habilidades para adaptarse a distintos ambientes y situaciones.

## Personajes
Akira Satō (佐藤 明 Satō Akira?)
 Seiyū: Kazuyuki Okitsu, Alan Fernando Velázquez (español latino)
Es un asesino a sueldo de voz tranquila pero muy hábil, conocido simplemente como "Fable". Fue criado en una agencia gubernamental encubierta que entrenaba a niños para convertirse en asesinos despiadados luego de que algunos de sus miembros asesinaran a sus padres. Ha tenido una asistente y chofer durante el último año y no sabe nada sobre ella ni su nombre. Se les ordena que mantengan un perfil bajo durante un año y a él se le da el nombre y la identidad de Akira Sato y su asistente actuará como su hermana, Yoko.
Kojima (小島?)
 Seiyū: Kenjirō Tsuda, Hiram Cárdenas (español latino)
Miembro de rango medio del clan Maguro que ha pasado los últimos 15 años en prisión por haber matado a una prostituta. Tras su liberación, decide avanzar en su carrera dentro del clan e invade el territorio de Sunagawa. Con Takahashi como aprendiz, mata al aprendiz de Sunagawa y planea crear un negocio de prostitución obligando a Misaki a unirse para prostituirla. Planea hacer un trato con Sunagawa prestándole a Misaki, pero no se da cuenta de que Sunagawa en realidad está tratando de matarlo y tienen una reunión en la fábrica de su propiedad. A través de la intervención de Akira a petición de Ebihara, evade el asesinato por parte de Hood, es secuestrado y llevado ante Ebihara. Después de ser amonestado gentilmente, confiesa sus eventos pasados y se siente aliviado, pero antes de que puedan devolverlo a Sunagawa, Ebihara le dispara por detrás.
Yōko Satō (佐藤 洋子 Satō Yōko?)
 Seiyū: Miyuki Sawashiro, Casandra Acevedo (español latino)
Una mujer de pelo largo y castaño y memoria fotográfica que actúa como asistente y chofer de Fable. Se le ordena que se mantenga discreta junto a él durante un año, actuando como su hermana y se le da el nombre de Yoko Sato. Aunque es miembro de la organización, está más familiarizada con el mundo que Akira y rápidamente se adapta a la vida como una persona común y corriente. También es una gran bebedora y suele pasar todo el día bebiendo en casa, y luego, para matar el tiempo, comienza a jugar juegos en los que se emborracha con los hombres que vienen a cortejarla y disfruta de su comportamiento. Sus padres fueron asesinados a la edad de 10 años por una organización que tomó nota de su memoria, y ella fue criada por la organización. Aunque es muy leal a su jefe y a su organización, guarda un profundo rencor contra Yamaoka, quien en realidad mató a sus padres.
Jefe (ボス Bosu?)
 Seiyū: Tetsuo Komura, Christian Strempler (español latino)
El jefe de la organización y mentor de Akira y Yoko. Un hombre de mediana edad, digno y de aspecto fuerte. Si bien él mismo es un hábil asesino, también es una persona tranquila y sensata como jefe de una organización, y su teoría personal es que en tiempos cambiantes, debemos pensar en el futuro lejano. Aunque conoce bien la tecnología de alta tecnología, es muy consciente de que los asesinos como él y Akira están atrasados. Al inicio de la historia, ordena a sus discípulos directos Akira y Yoko vivir escondidos durante un año, prohibiéndoles matar, porque últimamente ha estado trabajando mucho y existe la posibilidad de que la organización quede expuesta. Sin embargo, su verdadera intención es mejorar las habilidades asesinas de Akira, que ya estaban quedando obsoletas, en el transcurso de un año, y lograr que abandonara su negocio clandestino. Aunque realiza un seguimiento de la situación a través de microdispositivos de escucha instalados en secreto, generalmente mantiene la no interferencia.
Misaki Shimizu (清水 岬 Shimizu Misaki?)
 Seiyū: Kana Hanazawa, Scarlet Miuller (español latino)
Una mujer que vive sola en un apartamento cerca de donde Fable y su asistente se alojan en Osaka. Solía trabajar como gravure idol y en vídeos de imágenes vistiendo ropa extremadamente atrevida gracias a la mediación de Shinkoku-gumi. Actualmente trabaja en varios empleos para pagar las deudas de su padre. Posteriormente conoce a Akira, que estaba buscando trabajo, y le presenta a Octopus, una de los negocios en los que trabaja y a partir de ahí comienza a interactuar con él a diario como colega. Después de apreciar su trabajo dedicado y sus dibujos de buen gusto, ella y Tatakada se abren el uno al otro y gradualmente desarrollan un gusto por él, pero debido a las impresiones de su primer encuentro, ignoran por completo que es un hábil asesino. Cuando su pasado de gravure idol sale a la luz, Misaki es acosada por su compañero de trabajo Etsuji Kainuma y Kojima la chantajea para que acepte convertirse en prostituta. Ella es rescatada por Akira enmascarado, pero sin revelar su identidad. Más adelante, Yamaoka, que quiere luchar contra Akira, secuestra a Misaki y la lleva a su escondite. Posteriormente, Akira la salva, pero es allí donde descubre su verdadera identidad por primera vez. Sin embargo, ella lo acepta y Akira también le propone matrimonio al final.
Jackal Tomioka (ジャッカル富岡 Jakkaru Tomioka?)
 Seiyū: Jun Fukushima, Marc Winslow (español latino)
Un comediante popular de televisión que Fable considera realmente divertido.
Takeshi Ebihara (海老原 剛士 Ebihara Takeshi?)
 Seiyū: Akio Ōtsuka, Dafnis Fernández (español latino)
Ebihara, capitán del clan Maguro, no está contento con el acuerdo para proteger a Fable y a Yoko. Sospecha de los motivos de Fable, pero tras sufrir un ataque cardíaco involucra a Akira en sus operaciones.
Hiroshi Hamada (浜田 広志 Hamada Hiroshi?)
 Seiyū: Kōji Ishii, Esteban Desco (español latino)
Jefe del clan Maguro que acepta el acuerdo para albergar a Fable y Yoko.
Shuichi Sunagawa (砂川 宗一 Sunagawa Sōichi?)
 Seiyū: Kōjirō Takahashi, Olin Garcés (español latino)
Miembro de rango medio del clan Maguro que dirige un negocio de prostitutas y que ve a Kojima como una amenaza. En secreto planea ascender en el clan Maguro. Cuando descubre que Kojima mató a su aprendiz, Sunagawa contrata al asesino a sueldo Hood para matarlo, pero el plan fracasa debido a la intervención de Akira, lo que hace que Sunagawa se entera por primera vez de la existencia de "Fable" y se interesa en él. En la segunda mitad de la historia, Yamaoka lo manipula y construye una relación de cooperación con él, y avanza sin problemas con el asesinato de Hamada y su nombramiento como Wakagashira. Sin embargo, cuando intentó matar a Yamaoka, que había huido tras ser derrotado por Akira, para silenciarlo, fue atacado y asesinado.
Ryo Kuroshio (黒塩 遼 Kuroshio Ryō?)
 Seiyū: Ryota Iwasaki, Luis Navarro (español latino)
Un miembro humilde del clan Maguro que alberga la ambición de convertirse en asesino. Otros miembros del clan Maguro se refieren a él como "Kuro" (クロ).
Katsuya Takahashi (高橋 勝也 Takahashi Katsuya?)
 Seiyū: Yudai Mino, Ernesto Medrano (español latino)
Un miembro humilde del clan Maguro que realiza tareas para Ebihara.
Matsu (マツ?)
 Seiyū: Kiyomitsu Mizuuchi, Julio Bernal (español latino)
Un hombre de mediana edad que siempre tiene el ojo izquierdo entrecerrado. Parece el dueño de un bar, pero trabaja en la eliminación de cadáveres, en el contrabando y es un corredor de información.
Kenjiro Takoda (田高田 健二郎 Takōda Kenjirō?)
 Seiyū: Takeharu Onishi, Ferso Velázquez (español latino)
El jefe de Misaki y gerente de Octopus Ltd., quien inicialmente le da a Akira un trabajo temporal como repartidor, pero luego lo contrata a tiempo completo.
Etsuji Kainuma (貝沼 悦司 Kainuma Etsuji?)
 Seiyū: Takumi Asahina, Dave Ramos (español latino)
Un joven que trabaja en Octopus Ltd. y es hijo de madre soltera adinerada. Debido a esto, tiene una confianza infundada basada en un misterioso sentido de omnipotencia y lleva una vida retorcida en la que la realidad y la autoevaluación son inconsistentes. Además, aunque siente algo por su colega Misaki, es incapaz de acercarse a ella de frente y gradualmente pierde el control. Al descubrir que Misaki solía ser una gravure idol, Kainuma comienza a obsesionarse con ella, a tal punto de instalar cámaras ocultas en su departamento para espiarla. Por otro lado, está celoso de Akira por su cercanía con Misaki. Más adelante, Utsubo le revela a Kainuma ante su madre sus actividades de acoso, como filmar en secreto a Misaki, así como su fallido plan de violación e Isaki (que se hace pasar por el representante de una productora de entretenimiento) obliga a la madre de Kainuma pagar 60 millones de yenes por compensación de daños. Como resultado, Kainuma pierde la razón e intenta matar a Misaki por resentimiento, pero Akira se lo impide, y es inmediatamente secuestrado por Utsuho. Luego, Utsuho e Isaki lo llevan a las montañas, pero cuando intenta escapar, Kainuma se cae por un acantilado y muere. Su cuerpo fue descubierto más tarde arrastrado por la crecida de un río.
Maestro (マスター Masutā?)
 Seiyū: Kazuya Ichijō
Un camarero que trabaja en el Bar Buffalo, un bar que Yoko frecuenta.
Yuki Kawai (河合 ユウキ Kawai Yūki?)
 Seiyū: Yuki Kaji, Óscar Garibay (español latino)
Un hombre que Yoko conoce en el Bar Buffalo y con quien le gusta beber porque no tiene su capacidad para consumir alcohol.
Rei Utsubo (宇津帆 玲 Utsubo Rei?)
 Seiyū: Shinshū Fuji
Un hombre que utiliza la Agencia de Detectives Taihei como tapadera para cometer fraudes, chantajes, secuestros y asesinatos por dinero. Su verdadero nombre es Koichi Kabira y es el antagonista principal en el arco de Utsuho. Aunque aparenta ser una persona de buen carácter que trabaja en la rectificación de áreas peligrosas en parques por el bien de los niños, es un villano que tranquilamente comete fraudes, chantajes, secuestros y asesinatos por dinero. De forma pública, recopila y rastrea información sobre familias adineradas que sobreprotegen a sus hijos y, una vez que se convierten en adultos, explota las debilidades del niño y cobra grandes sumas de dinero de sus padres. Al mismo tiempo, también los hacen desaparecer mediante secuestro y asesinato. Hace cuatro años, era el ejecutivo de una organización que secuestraba a las niñas fugitivas para obligarlas a prostituirse, hasta que Akira (en su identidad como Fable) desmanteló la organización al asesinar a sus miembros, incluyendo al hermano de Utsubo. Después de eso, cambió su nombre a Utsuho y se ocultó, y un año después de que la organización fuera destruida, se hizo cargo de Hinako y estableció la agencia actual. Por otro lado, tenía la intención de vengarse de Fable y estableció su residencia en la ciudad de Ohira, donde Mikuro-gumi, que tenía conexiones con Fable, contrató a Isaki, un exmiembro del grupo, para descubrir su verdadera identidad. Cuando secuestra a Kainuma, se da cuenta de que la verdadera identidad de Akira es Fable y, junto con su confiable Suzuki, hace planes y preparativos y desafía a los hermanos Sato a una pelea. Cuando Hinako se entera de que Utsuho es el verdadero culpable de haber matado a sus padres, le dispara con la pistola que Utsuho le confió, pero este salió ileso porque llevaba puesto un chaleco antibalas. Luego le cuenta a Hinako sobre lo que dijo su padre antes de matarlo y le da la oportunidad de dispararle en la cabeza. Es más, en su deseo de venganza, se levanta de su silla de ruedas e intenta rematarlo, cuando accidentalmente pisa una mina antipersonal que él había colocado. Suzuki le pide a Utsuho que cancele y trabaja con Akira para rescatar a Hinako. Utsuho intenta matar a Akira con una granada oculta, pero Suzuki lo mata a tiros y su cuerpo fue enterrado.
Hinako Saba (佐羽 ヒナコ Saba Hinako?)
 Seiyū: Chika Anzai
Subordinada y compañera de cuarto de Utsuho. Una hermosa mujer de unos 20 años en silla de ruedas. Mientras realiza trabajo de secretaria en la oficina de información de Utsuho, también lo utiliza como camuflaje para que Utsuho se muestre como una buena persona. También se ve obligada a manejar los deseos sexuales de Utsuho a regañadientes, pero para encontrar a la persona que mató a sus padres, ella lo acompaña sabiendo sus malas acciones (sin embargo, ella no está involucrada en el trabajo detrás de escena de Utsuho). Hace cuatro años, cuando tenía 16, fue capturada por una red de prostitución de chicas mientras huía de casa, y estuvo a punto de ser obligada a prostituirse, pero acabó involucrándose en el trabajo de Akira, quien le pidió asesinar al jefe de la red de prostitución. Como resultado, la red de prostitución fue destruida y ella se salvó, pero el accidente la dejó parapléjica. Un año después del incidente, los padres de Hinako fueron asesinados por Utsuho, con el objetivo de culpar a Akira y convertir a Hinako en su esclava sexual. Un día, cuando estaba practicando pararse en una barra horizontal en el parque, se encontró con Akira que pasaba, y finalmente recibió su consejo y se volvió cercana a él. Más tarde, Utsuho la lleva a un bosque en su plan de acabar con Akira.  A pesar de que Utsuho le dijo que Akira fue quien mató a sus padres, Hinako le dispara a quemarropa porque se dio cuenta de que él era el responsable, ya que Utsuho era el único que sabía a profundidad la forma en que fueron asesinados los padres de Hinako, pero accidentalmente pisa una mina explosiva lo que la lleva a ser rescatada por Akira y Suzuki. Después de la muertes de Utsuho e Isaki, Hinako le escribió una carta de agradecimiento a Akira.
Hiroshi Suzuki (鈴木 ヒロシ Suzuki Hiroshi?)
 Seiyū: Takehito Koyasu
Un asesino contratado por Utsubo para ayudar a secuestrar a Kainuma y extorsionar a su madre. Aunque parece un joven de 20 años, en realidad es un asesino veterano de unos 40 años que ha trabajado detrás de escena durante 20 años y ha cambiado su apariencia mediante cirugía plástica. Si bien es un asesino experimentado y despiadado, no le gustan los asesinatos sin sentido y trata a su colega Hinako con más compasión de la que exige su papel. Es muy hábil, ya que puede darse cuenta de un vistazo que Yoko no tiene experiencia en matar personas y tiene un alto nivel de orgullo como asesino profesional. Le gusta usar como arma una Hush Puppy ( Mk.22 Mod 0 ) para su trabajo, pero también lleva un Derringer para defensa personal. En el arco de Utsuho, conoce a Akira y se interesa cuando descubre que él es Fable. Sin embargo, no es sometido por Akira, sino por Yoko, y es liberado sin ser tratado como un asesino por Akira, lo que hiere su orgullo. Después de confirmar la determinación de Utsuho, deciden matar a Akira juntos y formular un plan. Sin embargo, cuando Hinako activa una mina explosiva, Suzuki la rescata con la ayuda de Akira y traiciona a Utsuho asesinándolo. Al día siguiente, mata también a Isaki por no haber ocultado el cuerpo de Kainuma. Reaparece en la parte final del arco de Yamaoka y, después de enterarse de la solicitud de Matsu y la presencia de Yoko, ayuda a encontrar a Jiro en Kioto. De hecho, hasta entonces, había estado protegiendo en secreto a su hija a petición de Matsu. Después de dispararle a Jiro, le confía a Yoko la derringer que lo mató y le expresa su deseo de que ella nunca más tenga que experimentar matar a alguien.
Tsutomu Isaki (井崎 勤 Izaki Tsutomu?)
 Seiyū: Yoshihiro Kanemitsu
Un socio de Utsubo que lo ayuda con sus planes ilegales. Una vez fue miembro del Shinkoku-gumi y hermano de Kuroshio, pero durante el conflicto con el Sameken-gumi hace tres años, fue arrestado por causar una conmoción no relacionada con el conflicto, y después de que terminó el conflicto, fue arrestado nuevamente. Tiene un historial de fuga después de ser liberado porque le resultó difícil permanecer en el grupo (se sugiere que fue arrestado a propósito para escapar de un conflicto). Después de ser contratado por Utsuho, regresa a la ciudad por primera vez en tres años y participa en sus crímenes. Él desempeñó varios papeles decisivos en el caso Kainuma y finalmente se dirigió a las montañas en un automóvil para matarlo y esconder su cuerpo. Sin embargo, Kainuma escapa cuando él no está mirando y cae por un acantilado y muere. Además, no se hizo ningún intento de recuperar el cuerpo, lo que llevó a su descubrimiento en una fecha posterior. Después de la muerte de Utsuho, Isaki le compra a Kuroshio un auto para intentar escapar, pero Suzuki lo mata.
Yamaoka (山岡 Yamaoka?)
El antagonista final de la Parte 1 del manga. Un hombre tranquilo de mediana edad. Es un hombre poderoso que trabajaba como sicario en la organización, y no está claro si es adquirido o congénito, pero debido a un trastorno en la amígdala de su cerebro, es incapaz de sentir miedo, por lo que es capaz de para atacar sin miedo a los jefes. Como no tiene la emoción del miedo, no se siente vivo y su única motivación es la curiosidad. También es un psicópata incapaz de comprender los sentimientos de otras personas. Fue el responsable de asesinar a los padres de Yoko cuando era una niña para obligarla a unirse a la organización, y en la historia ella lo considera el enemigo de sus padres. Basado en el principio de acción anterior, traza un dramático plan de asesinato que satisface su curiosidad, involucrando no solo la muerte de sus enemigos, sino también la de sus aliados, personas no relacionadas e incluso su propia muerte. Le dan especial importancia a la forma de morir y, además de querer escuchar las últimas palabras de la persona que matan, también tienen una especie de sentido estético en su estructura cerebral, queriendo sentir el corto tiempo que falta para evitar matar personas disparándoles en la cabeza. Si bien es una persona cruel que juega con las vidas, también tiene un lado leal, ya que voluntariamente permite que Jiro y Matsu se retiren, diciendo que cumplirá lo que prometió, y Azami y Yukari lo aman como si fuera su propio padre. Su mayor deseo es morir a manos de una persona fuerte y permanecer en la memoria de esa persona, y comenzó a desear ser asesinado por el jefe y Akira, a quien describe como su obra maestra. Cuando se entera a través de su subordinado Matsu que Sunagawa está conspirando para matar a sus padres, decide intervenir en el conflicto interno del Shinkoku-gumi, secuestra a Misaki para atraer a Akira y poder luchar contra él. Hace que sus cuidadores de niños, Azami y Eucalyptus, sean sacados de China y, como se mencionó anteriormente, intenta controlar a todos los involucrados y realizar una actuación dramática, pero al final, la aparición inesperada de Akira y la traición de Azami descarrilan el plan, y el plan sale mal por un tiempo. Sin embargo, en realidad está feliz de que Akira sea mejor de lo que imaginaba y, mientras huye, mata a Sunagawa, Mizuno y otros, y provoca a Ebihara y Akira. Azami y Yukari, que quieren proteger a Yamaoka, esperan a Akira y lo desafían a una batalla decisiva, pero son completamente derrotados. Al final, muere mientras maldice que no le disparó Akira sino Ebihara, que estaba presente.

## Contenido de la obra

### Manga
Escrita e ilustrada por Katsuhisa Minami, The Fable fue serializada en la revista de manga seinen de Kodansha, Weekly Young Magazine, del 1 de noviembre de 2014, al 18 de noviembre de 2019. Kodansha recopiló sus capítulos individuales en 22 volúmenes tankōbon, publicados del 6 de marzo de 2015 al 5 de junio de 2020.
Una secuela, titulada The Fable: The Second Contact (ザ・ファブル The second contact?), se publicó en la revista Weekly Young Magazine del 19 de julio de 2021, al 10 de julio de 2023. Su primer volumen fue lanzado el 5 de noviembre de 2021.
Un spin-off, también titulado The Fable, pero escrito en hiragana (ざ・ふぁぶる) en lugar de katakana, se publicó en la plataforma en línea Comic Days del 6 de marzo de 2018, al 26 de febrero de 2019. El 5 de junio de 2020 se publicó un tankōbon completo, que también incluye otras historias de Minami.
Una tercera serie, titulada The Fable: The Third Secret (ザ・ファブル The third secret?), se lanzará en la Weekly Young Magazine el 17 de marzo de 2025.
En marzo de 2022, Kodansha USA anunció que obtuvo la licencia de la serie para su publicación digital en inglés; en octubre de 2023, anunciaron que está previsto que el manga se publique en forma impresa a partir del segundo trimestre de 2024. Pika Ediciones obtuvo la licencia en España.

#### Lista de volúmenes

##### The Fable
| Volúmenes de manga publicados | Volúmenes de manga publicados | Volúmenes de manga publicados | Volúmenes de manga publicados | Volúmenes de manga publicados |
| Número                        | Fecha de lanzamiento          | ISBN                          | Fecha de lanzamiento          | ISBN                          |
| ----------------------------- | ----------------------------- | ----------------------------- | ----------------------------- | ----------------------------- |
| 1                             | 6 de marzo de 2015            | ISBN 978-4-06-382563-3        | 17 de octubre de 2024         | ISBN 978-84-10450-00-4        |
| 2                             | 5 de junio de 2015            | ISBN 978-4-06-382613-5        | —                             | —                             |
| 3                             | 4 de septiembre de 2015       | ISBN 978-4-06-382666-1        | —                             | —                             |
| 4                             | 4 de diciembre de 2015        | ISBN 978-4-06-382713-2        | —                             | —                             |
| 5                             | 4 de marzo de 2016            | ISBN 978-4-06-382745-3        | —                             | —                             |
| 6                             | 6 de junio de 2016            | ISBN 978-4-06-382796-5        | —                             | —                             |
| 7                             | 6 de septiembre de 2016       | ISBN 978-4-06-382847-4        | —                             | —                             |
| 8                             | 6 de diciembre de 2016        | ISBN 978-4-06-382887-0        | —                             | —                             |
| 9                             | 6 de marzo de 2017            | ISBN 978-4-06-382932-7        | —                             | —                             |
| 10                            | 6 de junio de 2017            | ISBN 978-4-06-382975-4        | —                             | —                             |
| 11                            | 6 de septiembre de 2017       | ISBN 978-4-06-510154-4        | —                             | —                             |
| 12                            | 6 de diciembre de 2017        | ISBN 978-4-06-510530-6        | —                             | —                             |
| 13                            | 6 de marzo de 2018            | ISBN 978-4-06-511090-4        | —                             | —                             |
| 14                            | 6 de junio de 2018            | ISBN 978-4-06-511622-7        | —                             | —                             |
| 15                            | 6 de septiembre de 2018       | ISBN 978-4-06-512822-0        | —                             | —                             |
| 16                            | 6 de diciembre de 2018        | ISBN 978-4-06-513841-0        | —                             | —                             |
| 17                            | 6 de marzo de 2019            | ISBN 978-4-06-515397-0        | —                             | —                             |
| 18                            | 6 de junio de 2019            | ISBN 978-4-06-516126-5        | —                             | —                             |
| 19                            | 6 de septiembre de 2019       | ISBN 978-4-06-516938-4        | —                             | —                             |
| 20                            | 6 de diciembre de 2019        | ISBN 978-4-06-517853-9        | —                             | —                             |
| 21                            | 6 de marzo de 2020            | ISBN 978-4-06-518813-2        | —                             | —                             |
| 22                            | 5 de junio de 2020            | ISBN 978-4-06-519984-8        | —                             | —                             |

##### The Fable: The Second Contact
| Volúmenes de manga publicados | Volúmenes de manga publicados | Volúmenes de manga publicados |
| Número                        | Fecha de lanzamiento          | ISBN                          |
| ----------------------------- | ----------------------------- | ----------------------------- |
| 1                             | 5 de noviembre de 2021        | ISBN 978-4-06-525838-5        |
| 2                             | 4 de febrero de 2022          | ISBN 978-4-06-526825-4        |
| 3                             | 6 de mayo de 2022             | ISBN 978-4-06-527794-2        |
| 4                             | 5 de agosto de 2022           | ISBN 978-4-06-528811-5        |
| 5                             | 4 de noviembre de 2022        | ISBN 978-4-06-529751-3        |
| 6                             | 6 de febrero de 2023          | ISBN 978-4-06-530708-3        |
| 7                             | 8 de mayo de 2023             | ISBN 978-4-06-531689-4        |
| 8                             | 4 de agosto de 2023           | ISBN 978-4-06-532657-2        |
| 9                             | 6 de noviembre de 2023        | ISBN 978-4-06-533625-0        |

### Películas de acción real
Una adaptación cinematográfica de acción real dirigida por Kan Eguchi se estrenó en Japón el 21 de junio de 2019. La película está protagonizada por Junichi Okada como Fable.
Una película secuela, titulada The Fable: A Hitman Who Doesn’t Kill (ザ・ファブル 殺さない殺し屋 Za Faburu Korosanai Koroshiya?), se anunció originalmente que se estrenaría el 5 de febrero de 2021, sin embargo, en enero de 2021 se anunció que se pospondría debido a la pandemia de COVID-19, y se estrenó el 18 de junio de 2021.

### Anime
El 10 de julio de 2023 se anunció una adaptación de la serie al anime. Está animada por Tezuka Productions y dirigida por Ryōsuke Takahashi, con guiones supervisados por Yūya Takashima y coescrito por Mayumi Morita, diseños de personajes a cargo de Kyuma Oshita, Saki Hasegawa y Junichi Hayama y música compuesta por Shūichirō Fukuhiro. La serie se estrenó el 7 de abril de 2024 en Nippon TV y sus filiales. Se emitirá durante dos cursos consecutivos. El primer tema de apertura es «Professionalism», interpretado por ALI junto a Hannya, mientras que el primer tema de cierre es «Odd Numbers», interpretado por UmedaCypher. El segundo tema de apertura es «Switch», interpretado por Umeda Cypher, mientras que el segundo tema de cierre es «Beyond», interpretado por ALI junto a Mari. La serie se transmitirá en Disney+ mundialmente.
El 21 de agosto de 2024, la serie tuvo un doblaje en español latino, el cual fue estrenado por Disney+.

## Recepción
En enero de 2021, el manga tenía 8 millones de copias en circulación. En marzo de 2022, el manga tenía 15 millones de copias en circulación. En octubre de 2022, el manga tenía más de 20 millones de copias en circulación.
The Fable ganó el 41.º Kodansha Manga Award en la categoría General en 2017. Junto con Blue Period, la serie ocupó el puesto 14 en la lista Kono Manga ga Sugoi! de Takarajimasha e los mejores manga de 2020 para lectores masculinos. Fue elegido como nominado a "Mejor cómic" en el 51.er Festival Internacional del Cómic de Angulema, celebrado en 2024.